# Гімпаць (Олт)
Гімпаць, Гімпаці (рум. Ghimpați) — село у повіті Олт в Румунії. Входить до складу комуни Феркашеле.
Село розташоване на відстані 136 км на захід від Бухареста, 31 км на південь від Слатіни, 52 км на схід від Крайови.

## Населення
За даними перепису населення 2002 року у селі проживали 1006 осіб, з них 1005 осіб (99,9%) румунів. Рідною мовою 1005 осіб (99,9%) назвали румунську.